# 禮文郡
禮文郡（日语：／ Rebun gun */?）為日本北海道宗谷綜合振興局的郡，位於北海道北方的禮文島上。
郡名源自阿伊努語的「rep-un-sir」（海對面的島）。

## 轄區
轄區包含1町：
- 禮文町

## 沿革

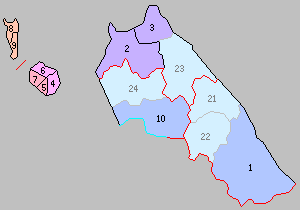
北海道一・二級町村制施行時礼文郡下辖町村（8.船泊村 9.香深村 橙：礼文町）

- 1869年8月15日：北海道設置11國86郡，北見國禮文郡成立。
- 1897年11月：北海道實施支廳制，北見國禮文郡隸屬宗谷支廳之管轄，此時禮文郡下轄船泊村、神崎村、香深村、尺忍村。[1]（4村）
- 1902年4月1日：船泊村、神崎村合併船泊村，香深村、尺忍村合併為香深村，兩村並同時成為北海道二級村。（2村）
- 1923年4月1日：香深村成為北海道一級村。
- 1943年6月1日：北海道一級二級町村制廢止，船泊村改為內務省指定村。
- 1946年10月5日：指定町村制廢止。
- 1956年9月20日：香深村和船泊村合併為禮文村。（1村）
- 1959年9月1日：禮文村改制為禮文町。（1町）